# AC Bellaria Igea Marina
AC Bellaria Igea Marina is een Italiaanse voetbalclub uit Bellaria-Igea Marina die speelt in de Serie C2/B. De club werd opgericht in 1912. De clubkleuren zijn lichtblauw en wit.

## Geschiedenis
De eerste voetbalclub van Bellaria werd opgericht in 1912 onder de naam Bellaria Football Association. In 1952 werd de club herboren als A.S.C.A.R. Bellaria, later veranderde de naam meerdere malen en bereikte het Serie D, meerdere malen miste ze de promotie naar de Serie C. In 1994 verkocht het team zijn sportieve titel aan de Pedrera Tower en ondertussen fuseert de hele managementgroep van de oude Bellaria met twee andere teams: de Igea Marina Football Association en de Dinamo Bordonchio, waardoor de Bellaria Igea Marina Football Association ontstond.
In de zomer van 2019 fuseert Bellaria met Igea Marina, een ander stadsteam dat in de Promotie speelt en een nieuw bedrijf is geboren dat de Igea Marina Bellaria 1956 Amateur Sports Association wordt genoemd, maar de geschiedenis van de Igea Marina voortzet.